# IEEE 802.11F
Inter-Access Point Protocol o IEEE 802.11F és una recomanació que descriu una extensió opcional a IEEE 802.11 que proporciona comunicacions de punt d'accés sense fil entre sistemes de diversos proveïdors. 802.11 és un conjunt d'estàndards IEEE que regeixen els mètodes de transmissió de xarxes sense fil. Actualment s'utilitzen habitualment en les seves versions 802.11a, 802.11b, 802.11g i 802.11n per proporcionar connectivitat sense fil a la llar, l'oficina i alguns establiments comercials.
L'estàndard IEEE 802.11 no especifica les comunicacions entre els punts d'accés per tal de donar suport als usuaris en itinerància d'un punt d'accés a un altre i l'equilibri de càrrega. El grup de treball 802.11 no va definir expressament aquest element per tal de proporcionar flexibilitat a l'hora de treballar amb diferents sistemes de distribució per cable i sense fil (és a dir, troncals per cable que interconnecten els punts d'accés).

## Funcionament del protocol
El protocol està dissenyat per a l'aplicació d'una associació única en tot un conjunt de serveis estès i per a l'intercanvi segur del context de seguretat de l'estació entre el punt d'accés (AP) actual i el nou AP durant el període de transferència. En funció del nivell de seguretat, les claus de sessió de comunicació entre els punts d'accés es distribueixen per un servidor RADIUS. El servidor RADIUS també proporciona un servei de mapeig entre l'adreça MAC i l'adreça IP de l'AP.

## Estat
La recomanació 802.11F va ser ratificada i publicada l'any 2003.
IEEE 802.11F era una pràctica recomanada d'ús de prova. El Comitè Executiu IEEE 802 va aprovar la seva retirada el 3 de febrer de 2006.